# Puchar Polski w piłce nożnej (2013/2014)/Puchary wojewódzkie
Puchar Polski w piłce nożnej mężczyzn na szczeblu wojewódzkim - Rozgrywki pucharowe mające na celu wyłonienie klubów z niższych lig z poszczególnych województw do udziału w Pucharze Polski w piłce nożnej mężczyzn 2014/2015. Każde województwo ma prawo wyłonić jedną drużynę, która będzie je reprezentować w Pucharze Polski. W eliminacjach obowiązkowo biorą udział drużyny od 3 ligi do klasy okręgowej. Drużyny z A-klasy mogą nie przystąpić do rozgrywek, a zespoły z klas niższych nie są zobowiązane do brania udziału w eliminacjach.

## Zwycięzcy
- Zagłębie II Lubin - Dolnośląski ZPN
- Unia Solec Kujawski - Kujawsko-Pomorski ZPN
- Podlasie Biała Podlaska - Lubelski ZPN
- Piast Karnin  - Lubuski ZPN
- Lechia Tomaszów Mazowiecki - Łódzki ZPN
- MKS Trzebinia-Siersza - Małopolski ZPN
- Sparta Jazgarzew - Mazowiecki ZPN
- Małapanew Ozimek - Opolski ZPN
- Stal II Rzeszów - Podkarpacki ZPN
- Wissa Szczuczyn - Podlaski ZPN
- Brda Przechlewo - Pomorski ZPN
- Pniówek Pawłowice - Śląski ZPN
- Łysica Bodzentyn - Świętokrzyski ZPN
- Sokół Ostróda - Warmińsko Mazurski ZPN
- Sokół Kleczew - Wielkopolski ZPN
- Kotwica Kołobrzeg - Zachodniopomorski ZPN

## Województwo Dolnośląskie[1]
Udział biorą zwycięzcy czterech pucharów okręgowych.
| Uczestnicy tej edycji                           | Uczestnicy tej edycji   | Uczestnicy tej edycji | Uczestnicy tej edycji |
| ----------------------------------------------- | ----------------------- | --------------------- | --------------------- |
| KOW                                             | Olimpia Kowary          | Jelenia Góra          |                       |
| ZA2                                             | Zagłębie II Lubin       | Legnica               |                       |
| PSŚ                                             | Polonia/Sparta Świdnica | Wałbrzych             |                       |
| OŁA                                             | MKS Oława               | Wrocław               |                       |
| W kolumnie pierwszej podano skróty nazw drużyn. |                         |                       |                       |

### Pólfinały
| 4 czerwca 2013 17:00 CET | Polonia/Sparta Świdnica | 0:4 | MKS Oława · 10' Dominik Wejerowski · 43' Dawid Lipiński · 51' Dawid Lipiński · 87' Dominik Wejerowski | Świdnica |
|                          |                         |     | |          |

| 11 czerwca 2014 17:00 CET | Olimpia Kowary · Michał Krupa 16' | 1:3 | Zagłębie II Lubin · 27' Daniel Gałach · 49' Rafał Karmelita · 75' Karol Hodowany | Kowary Widzów: 350 |
|                           |                                   |     |                                                                                  |                    |

### Finał
| 14 czerwca 2014 17:00 CET | Zagłębie II Lubin · Karol Hodowany 35' · Jan Wojciechowski 38' | 2:1 | MKS Oława · 41' Krzysztof Gancarczyk | Lubin |
|                           |                                                                |     |                                      |       |

## Województwo Kujawsko-Pomorskie[2]
Udział biorą zwycięzcy 1/8 finału i 1/4 finału. Start w nich zapewnieni mieli zwycięzcy pucharów okręgowych.
| Uczestnicy tej edycji                           | Uczestnicy tej edycji       | Uczestnicy tej edycji | Uczestnicy tej edycji |
| ----------------------------------------------- | --------------------------- | --------------------- | --------------------- |
| DBB                                             | Dąb Barcin                  | Bydgoszcz             |                       |
| RYP                                             | Lech Rypin                  | Włocławek             |                       |
| OAK                                             | Orlęta Aleksandrów Kujawski | Włocławek             |                       |
| USK                                             | Unia Solec Kujawski         | Bydgoszcz             |                       |
| W kolumnie pierwszej podano skróty nazw drużyn. |                             |                       |                       |

### Półfinały
| 14 maja 2014 17:30 CET | Dąb Barcin | 0:3 | Lech Rypin · 22' Martyn Trędewicz · 26' Radosław Fodrowski · 73' Martyn Trędewicz | Barcin |
|                        |            |     |                                                                                   |        |

| 14 maja 2014 17:00 CET | Orlęta Aleksandrów Kujawski · Mateusz Nowasielski 20' | 1:7 | Unia Solec Kujawski · 33' Jordan Bednarek · 55' Łukasz Nowak · 57' Dawid Janicki · 68' Damian Rysiewski · 76' Łukasz Nowak · 85' Łukasz Nowak · 84' Tomasz Tomaszek | Aleksandrów Kujawski |
|                        |                                                       |     | |                      |

### Finał
1 mecz:
| 11 czerwca 2014 17:30 CET | Lech Rypin · Radosław Gajkowski 84' | 1:3 | Unia Solec Kujawski · 14' Łukasz Nowak · 41' Łukasz Nowak · 89' Dawid Janicki | Bydgoszcz |
|                           |                                     |     |                                                                               |           |

Rewanż:
| 18 czerwca 2014 18:00 CET | Unia Solec Kujawski · Łukasz Nowak 11' · Łukasz Nowak 41' · Dawid Janicki 71' · Dawid Janicki 90' | 4:2 | Lech Rypin · 16' Patryk Ruciński · 90' Piotr Buchalski | Bydgoszcz |
|                           |                                                                                                   |     |                                                        |           |

Unia Solec Kujawski wygrała 7:3

## Województwo Lubelskie[3]
Udział biorą zwycięzcy czterech pucharów okręgowych.
| Uczestnicy tej edycji                           | Uczestnicy tej edycji     | Uczestnicy tej edycji | Uczestnicy tej edycji |
| ----------------------------------------------- | ------------------------- | --------------------- | --------------------- |
| PBP                                             | Podlasie Biała Podlaska   | Biała Podlaska        |                       |
| REF                                             | Sparta Rejowiec Fabryczny | Chełm                 |                       |
| PIO                                             | POM Iskra Piotrowice      | Lublin                |                       |
| BIŁ                                             | Łada 1945 Biłgoraj        | Zamość                |                       |
| W kolumnie pierwszej podano skróty nazw drużyn. |                           |                       |                       |

### Półfinały
| 11 czerwca 2014 17:30 CET | POM Iskra Piotrowice · Piotr Budzyński 45' | 1:1 k. 3:4 | Łada 1945 Biłgoraj · 22' Sebastian Skrzypek | Piotrowice |
|                           |                                            |            |                                             |            |

| 11 czerwca 2014 17:30 CET | Sparta Rejowiec Fabryczny · Andrzej Głowacki 35' | 1:8 | Podlasie Biała Podlaska · 10' Jakub Magier · 18' Adam Wiraszka · 48' Patryk Romaniuk · 55' Łukasz Sawtyruk · 75' Patryk Romaniuk · 78' (k) Robert Różański · 82' Patryk Romaniuk · 90' Adam Wiraszka | Rejowiec Fabryczny |
|                           |                                                  |     | |                    |

### Finał
| 25 czerwca 2014 17:30 CET | Łada 1945 Biłgoraj · Sebastian Skrzypek 33' | 1:3 | Podlasie Biała Podlaska · 29' Łukasz Sawtyruk · 56' Łukasz Mirończuk · 63' Kamil Kocoł | Biłgoraj |
|                           |                                             |     |                                                                                        |          |

## Województwo Lubuskie[4]
Udział biorą zwycięzcy 1/8 finału i 1/4 finału. Start w nich zapewnieni mieli zwycięzcy pucharów okręgowych.
| Uczestnicy tej edycji                           | Uczestnicy tej edycji | Uczestnicy tej edycji | Uczestnicy tej edycji |
| ----------------------------------------------- | --------------------- | --------------------- | --------------------- |
| PKN                                             | Piast Karnin          | Gorzów Wielkopolski   |                       |
| LBB                                             | LZS Bobrówko          | Gorzów Wielkopolski   |                       |
| UZ2                                             | UKP II Zielona Góra   | Zielona Góra          |                       |
| PRŻ                                             | Promień Żary          | Zielona Góra          |                       |
| W kolumnie pierwszej podano skróty nazw drużyn. |                       |                       |                       |

### Półfinały
| 21 maja 2014 17:00 CET | Piast Karnin · Michał Pakuła 71' · Wojciech Kaczmarek 114' | 2:1 | Promień Żary · 83' Michał Sucharek | Karnin |
|                        |                                                            |     |                                    |        |

| 28 maja 2014 17:00 CET | LZS Bobrówko | 0:2 | UKP II Zielona Góra | Borówko |
|                        |              |     |                     |         |

### Finał
| 11 czerwca 2014 17:00 CET | UKP II Zielona Góra · Albert Cipior 75' | 1:2 | Piast Karnin · 20' Bartłomiej Szamotulski · 112' Robert Waskunowicz | Mostki |
|                           |                                         |     |                                                                     |        |

Przerwany w 112. minucie przy stanie 1-2 z powodu ulewy, uznano wynik z boiska.

## Województwo Łódzkie[5]
Udział biorą zwycięzcy 1/4 finału. Start w nim zapewnieni mieli zwycięzcy pucharów okręgowych.
| Uczestnicy tej edycji                           | Uczestnicy tej edycji      | Uczestnicy tej edycji | Uczestnicy tej edycji |
| ----------------------------------------------- | -------------------------- | --------------------- | --------------------- |
| PAJ                                             | Zawisza Pajęczno           | Sieradz               |                       |
| WI2                                             | Widzew II Łódź             | Łódź                  |                       |
| LTM                                             | Lechia Tomaszów Mazowiecki | Piotrków Trybunalski  |                       |
| OCI                                             | Orlęta Cielądz             | Skierniewice          |                       |
| W kolumnie pierwszej podano skróty nazw drużyn. |                            |                       |                       |

### Półfinały
| 7 maja 2014 17:00 CET | Zawisza Pajęczno | 0:2 | Widzew II Łódź · 20' Arkadiusz Kasperkiewicz · 31' Bartosz Narożnik | Pajęczno |
|                       |                  |     |                                                                     |          |

| 7 maja 2014 17:00 CET | Lechia Tomaszów Mazowiecki · Kamil Cyran 62' · Marcin Mirecki 73' · Kacper Rakowski 89' | 3:0 | Orlęta Cielądz | Tomaszów Mazowiecki |
|                       |                                                                                         |     |                |                     |

### Finał
| 11 czerwca 2014 17:30 CET | Lechia Tomaszów Mazowiecki · Marcin Mirecki 11' · Kacper Rakowski 66' · Kamil Cyran 84' | 3:2 | Widzew II Łódź · 31' Damian Warchoł · 74' Jakub Czapliński | Tomaszów Mazowiecki Widzów: 700 |
|                           |                                                                                         |     |                                                            |                                 |

## Województwo Małopolskie[6]
Udział biorą zwycięzcy czterech pucharów okręgowych.
| Uczestnicy tej edycji                           | Uczestnicy tej edycji | Uczestnicy tej edycji | Uczestnicy tej edycji |
| ----------------------------------------------- | --------------------- | --------------------- | --------------------- |
| DAL                                             | Dalin Myślenice       | Kraków                |                       |
| PMU                                             | Poprad Muszyna        | Nowy Sącz             |                       |
| BOR                                             | Sokół Borzęcin Górny  | Tarnów                |                       |
| TRZ                                             | MKS Trzebinia         | Wadowice              |                       |
| W kolumnie pierwszej podano skróty nazw drużyn. |                       |                       |                       |

### Półfinały
| 18 czerwca 2014 17:30 CET | MKS Trzebinia · Paweł Szczepanik 27' · Paweł Szczepanik 41' · Paweł Szczepanik 60' · Michał Kowalik 66' · Michał Kowalik 86' | 5:1 | Sokół Borzęcin Górny · 71' Tomasz Gałka | Trzebinia |
|                           | |     |                                         |           |

| 18 czerwca 2014 17:30 CET | Poprad Muszyna | 0:1 | Dalin Myślenice · 60' Kamil Mistarz | Muszyna Widzów: 150 |
|                           |                |     |                                     |                     |

### Finał
| 25 czerwca 2014 18:00 CET | Dalin Myślenice · Krzysztof Kozieł 43' · Krzysztof Kozieł 63' · Michał Wojtan 77' | 3:4 | MKS Trzebinia · 12' Jakub Pająk · 73' Marcin Giermek · 83' Marcin Giermek · 87' Krzysztof Sieczko | Podłęże |
|                           |                                                                                   |     |                                                                                                   |         |

## Województwo Mazowieckie[7]
Udział biorą zwycięzcy 1/8 finału i 1/4 finału. Start w nich zapewnieni mieli zwycięzcy pucharów okręgowych, zespoły z Młodej Ekstraklasy i zespoły z województwa grające w 3 lidze.
| Uczestnicy tej edycji                           | Uczestnicy tej edycji | Uczestnicy tej edycji | Uczestnicy tej edycji |
| ----------------------------------------------- | --------------------- | --------------------- | --------------------- |
| PIL                                             | Pilica Białobrzegi    | 3 liga                |                       |
| URS                                             | Ursus Warszawa        | 3 liga                |                       |
| JGA                                             | Sparta Jazgarzew      | Warszawa              |                       |
| SUL                                             | Victoria Sulejówek    | Warszawa              |                       |
| W kolumnie pierwszej podano skróty nazw drużyn. |                       |                       |                       |

### Półfinały
| 21 maja 2014 17:00 CET | Pilica Białobrzegi · Michał Kucharczyk 75' | 1:3 | Ursus Warszawa · 8' Marcin Tomczykowski · 25' Rafał Zaborowski · 40' Kamil Rytel | Białobrzegi |
|                        |                                            |     |                                                                                  |             |

| 21 maja 2014 19:00 CET | Victoria Sulejówek | 0:3 | Sparta Jazgarzew · 2' Kamil Gałązka · 60' Emil Wrażeń · 79' Marcin Sokół | Sulejówek |
|                        |                    |     |                                                                          |           |

### Finał
| 4 czerwca 2014 18:00 CET | Sparta Jazgarzew · Marcin Sokół 64' | 1:0 | Ursus Warszawa | Wólka Kozodawska Widzów: 200 |
|                          |                                     |     |                |                              |

## Województwo Opolskie[8]
Udział biorą zwycięzcy 1/32, 1/16, 1/8 i 1/4 finału.
| Uczestnicy tej edycji                           | Uczestnicy tej edycji   | Uczestnicy tej edycji | Uczestnicy tej edycji |
| ----------------------------------------------- | ----------------------- | --------------------- | --------------------- |
| OTM                                             | Czarni Otmuchów         | -                     |                       |
| POP                                             | Piast Strzelce Opolskie | -                     |                       |
| GKG                                             | GKS Grodków             | -                     |                       |
| MAŁ                                             | Małapanew Ozimek        | -                     |                       |
| W kolumnie pierwszej podano skróty nazw drużyn. |                         |                       |                       |

### Półfinały
| 21 maja 2014 18:00 CET | Czarni Otmuchów | 1:1 k. 10:11 | Piast Strzelce Opolskie | Otmuchów |
|                        |                 |              |                         |          |

| 21 maja 2014 18:00 CET | GKS Grodków | 0:3 | Małapanew Ozimek | Grodków |
|                        |             |     |                  |         |

### Finał
| 11 czerwca 2014 18:00 CET | Małapanew Ozimek · Tomasz Wróblewski 52' · Mateusz Marzec 68' (k) · Mateusz Marzec 90' | 3:0 | Piast Strzelce Opolskie | Brzeg Widzów: 200 |
|                           |                                                                                        |     |                         |                   |

## Województwo Podkarpackie[9]
Udział biorą zwycięzcy czterech pucharów okręgowych.
| Uczestnicy tej edycji                           | Uczestnicy tej edycji | Uczestnicy tej edycji | Uczestnicy tej edycji |
| ----------------------------------------------- | --------------------- | --------------------- | --------------------- |
| NDĘ                                             | Stal Nowa Dęba        | Stalowa Wola          |                       |
| JKS                                             | JKS 1909 Jarosław     | Jarosław              |                       |
| ST2                                             | Stal II Rzeszów       | Rzeszów-Dębica        |                       |
| NOW                                             | Cosmos Nowotaniec     | Krosno                |                       |
| W kolumnie pierwszej podano skróty nazw drużyn. |                       |                       |                       |

### Półfinały
| 28 maja 2014 18:00 CET | Stal Nowa Dęba · Karol Wilk 7' · Karol Wilk 47' | 2:2 k. 3:4 | JKS 1909 Jarosław · 60' Michał Fedor · 85' Łukasz Tyrawski | Nowa Dęba |
|                        |                                                 |            |                                                            |           |

| 28 maja 2014 17:00 CET | Stal II Rzeszów · Michał Śmietana 20' (sam.) · Kamil Jakubowski 38' · Konrad Maca 38' · Michał Żebrakowski 88' | 4:3 | Cosmos Nowotaniec · 35' Ireneusz Zarzyka · 70' (k) Ireneusz Zarzyka · 68' Michał Szatkowski | Rzeszów |
|                        | |     |                                                                                             |         |

### Finał
1 mecz:
| 11 czerwca 2014 17:00 CET | Stal II Rzeszów · Patryk Rusin 39' · Konrad Maca 78' | 2:1 | JKS 1909 Jarosław · 75' Łukasz Tyrawski | Rzeszów |
|                           |                                                      |     |                                         |         |

Rewanż:
| 25 czerwca 2014 17:00 CET | JKS 1909 Jarosław · Bartłomiej Gliniak 45' · Bartłomiej Gliniak 57' · Maciej Saramak 77' (k) | 3:5 | Stal II Rzeszów · 9' Sebastian Brocki · 27' Sebastian Brocki · 33' Sebastian Brocki · 50' Sebastian Brocki · 85' Konrad Maca | Jarosław |
|                           |                                                                                              |     | |          |

Stal II Rzeszów wygrała 7:4

## Województwo Podlaskie[10]
Udział biorą zwycięzcy poprzednich rund (I-VI). Możliwość startu miały wszystkie drużyny z województwa.
| Uczestnicy tej edycji                           | Uczestnicy tej edycji | Uczestnicy tej edycji | Uczestnicy tej edycji |
| ----------------------------------------------- | --------------------- | --------------------- | --------------------- |
| CRS                                             | Cresovia Siemiatycze  | -                     |                       |
| MOŃ                                             | Promień Mońki         | -                     |                       |
| ŁOM                                             | ŁKS 1926 Łomża        | -                     |                       |
| WIS                                             | Wissa Szczuczyn       | -                     |                       |
| W kolumnie pierwszej podano skróty nazw drużyn. |                       |                       |                       |

### Półfinały
| 14 maja 2014 17:00 CET | Cresovia Siemiatycze | 0:1 | Promień Mońki · 32' Aleksandr Popławskij | Siemiatycze |
|                        |                      |     |                                          |             |

| 14 maja 2014 17:00 CET | ŁKS 1926 Łomża | 0:2 | Wissa Szczuczyn · 5' Wojciech Łapiński · 20' Wojciech Łapiński | Łomża |
|                        |                |     |                                                                |       |

### Finał
| 14 czerwca 2014 17:00 CET | Wissa Szczuczyn · Tomasz Kiljańczyk 32' · Mateusz Zambrowski 34' · Mateusz Zambrowski 36' · Maciej Kurcewicz 50' · Maciej Kurcewicz 62' · Przemysław Marcinkiewicz 89' | 6:0 | Promień Mońki | Szczuczyn |
|                           | |     |               |           |

## Województwo Pomorskie[11]
Udział biorą zwycięzcy trzech pucharów okręgowych.
| Uczestnicy tej edycji                           | Uczestnicy tej edycji    | Uczestnicy tej edycji | Uczestnicy tej edycji |
| ----------------------------------------------- | ------------------------ | --------------------- | --------------------- |
| BRP                                             | Brda Przechlewo          | Słupsk                |                       |
| NDG                                             | Żuławy Nowy Dwór Gdański | Malbork               |                       |
| GLU                                             | GOSRiT Luzino            | Gdańsk                |                       |
| CAR                                             | Cartusia Kartuzy         | Gdańsk                |                       |
| W kolumnie pierwszej podano skróty nazw drużyn. |                          |                       |                       |

### Półfinały
| 28 maja 2014 18:00 CET | Brda Przechlewo | 3:1 | Żuławy Nowy Dwór Gdański | Przechlewo |
|                        |                 |     |                          |            |

| 28 maja 2014 17:00 CET | GOSRiT Luzino · Krzysztof Wicki 33' (k.) · Bartłomiej Białobrodzki 50' · Maksymilian Kenner 59' | 3:0 | Cartusia Kartuzy | Luzino |
|                        |                                                                                                 |     |                  |        |

### Finał
| 25 czerwca 2014 18:00 CET | Brda Przechlewo | 1:1 k. 5:4 | GOSRiT Luzino | Pszczółki |
|                           |                 |            |               |           |

## Województwo Śląskie[12]
Udział biorą zwycięzcy 1/8 finału i 1/4 finału. Start w nich mieli zagwarantowani zwycięzcy pucharów okręgowych
| Uczestnicy tej edycji                           | Uczestnicy tej edycji | Uczestnicy tej edycji | Uczestnicy tej edycji |
| ----------------------------------------------- | --------------------- | --------------------- | --------------------- |
| PNP                                             | Pniówek Pawłowice     | Tychy                 |                       |
| GZ2                                             | Górnik II Zabrze      | Zabrze                |                       |
| SRM                                             | Sarmacja Będzin       | Sosnowiec             |                       |
| SZO                                             | Szombierki Bytom      | Bytom                 |                       |
| W kolumnie pierwszej podano skróty nazw drużyn. |                       |                       |                       |

### Półfinały
| 10 czerwca 2014 18:00 CET | Pniówek Pawłowice · Rafał Adamek 48' · Tomasz Zyzak 93' · Tomasz Zyzak 116' · Arkadiusz Przybyła 98' | 4:3 | Górnik II Zabrze · 54' Rafał Wolsztyński · 102' (k.) Rafał Kucza · 120' Rafał Otwinowski | Pawłowice Widzów: 200 |
|                           | |     |                                                                                          |                       |

| 10 czerwca 2014 18:00 CET | Sarmacja Będzin · Michał Skórski 70' (k.) | 1:2 | Szombierki Bytom · 14' Grzegorz Szafrański · 18' (k.) Sławomir Pach | Będzin Widzów: 150 |
|                           |                                           |     |                                                                     |                    |

### Finał
| 17 czerwca 2014 17:00 CET | Pniówek Pawłowice · Kamil Benauer 41' · Tomasz Zyzak 52' · Tomasz Zyzak 82' · Dawid Stramski 86' | 4:1 | Szombierki Bytom · 90' (k.) Sławomir Pach | Pawłowice Widzów: 300 |
|                           |                                                                                                  |     |                                           |                       |

## Województwo Świętokrzyskie[13]
Udział biorą zwycięzcy poprzednich rund (I-VI). Start miały zagwarantowane wszystkie drużyny z województwa.
| Uczestnicy tej edycji                           | Uczestnicy tej edycji     | Uczestnicy tej edycji | Uczestnicy tej edycji |
| ----------------------------------------------- | ------------------------- | --------------------- | --------------------- |
| GSK                                             | Granat Skarżysko-Kamienna | -                     |                       |
| NID                                             | Nida Pińczów              | -                     |                       |
| WŁO                                             | Hetman Włoszczowa         | -                     |                       |
| ŁYS                                             | Łysica Bodzentyn          | -                     |                       |
| W kolumnie pierwszej podano skróty nazw drużyn. |                           |                       |                       |

### Półfinały
| 5 czerwca 2014 17:30 CET | Granat Skarżysko-Kamienna · Bartłomiej Michalski 35' · Emil Lurzyński 61' · Emil Lurzyński 63' | 3:0 | Nida Pińczów | Skarżysko-Kamienna |
|                          |                                                                                                |     |              |                    |

| 4 czerwca 2014 17:30 CET | Hetman Włoszczowa · Łukasz Orzeł 50' | 1:6 | Łysica Bodzentyn · 4' Piotr Gardynik · 16' Krystian Płusa · 20' Szymon Michta · 27' Dariusz Kozubek · 72' Mirosław Kalista · 90' Mirosław Kalista | Włoszczowa |
|                          |                                      |     | |            |

### Finał
| 21 czerwca 2014 17:30 CET | Granat Skarżysko-Kamienna | 0:5 | Łysica Bodzentyn · 45' Maciej Horna · 56' Maciej Horna · 51' Piotr Gardynik · 70' Szymon Michta · 77' Mirosław Kalista | Suchedniów |
|                           |                           |     | |            |

## Województwo Warmińsko-Mazurskie[14]
Udział biorą zwycięzcy poprzednich rund (I-V). Start miały zagwarantowane wszystkie drużyny z województwa.
| Uczestnicy tej edycji                           | Uczestnicy tej edycji | Uczestnicy tej edycji | Uczestnicy tej edycji |
| ----------------------------------------------- | --------------------- | --------------------- | --------------------- |
| SOS                                             | Sokół Ostróda         | -                     |                       |
| MOL                                             | Motor Lubawa          | -                     |                       |
| DKS                                             | DKS Dobre Miasto      | -                     |                       |
| PŁE                                             | Płomień Ełk           | -                     |                       |
| W kolumnie pierwszej podano skróty nazw drużyn. |                       |                       |                       |

### Półfinały
| 28 maja 2014 18:00 CET | Sokół Ostróda · Krystian Słowicki 31' · Paweł Podhorodecki 87' | 2:0 | Motor Lubawa | Ostróda |
|                        |                                                                |     |              |         |

| 28 maja 2014 17:00 CET | DKS Dobre Miasto | 0:2 | Płomień Ełk · 43' (k.) Kamil Jackiewicz · 75' Daniel Kraska | Dobre Miasto |
|                        |                  |     |                                                             |              |

### Finał
| 4 czerwca 2014 19:00 CET | Sokół Ostróda · Wojciech Figurski 7' · Łukasz Gwiazda 30' | 2:1 | Płomień Ełk · 87' (k.) Kamil Jackiewicz | Ostróda |
|                          |                                                           |     |                                         |         |

## Województwo Wielkopolskie[15]
Udział biorą zwycięzcy poprzednich rund (I-II). Start zagwarantowany mieli zwycięzcy pucharów okręgowych.
| Uczestnicy tej edycji                           | Uczestnicy tej edycji | Uczestnicy tej edycji | Uczestnicy tej edycji |
| ----------------------------------------------- | --------------------- | --------------------- | --------------------- |
| KEP                                             | Polonia Kępno         | Kalisz                |                       |
| KLE                                             | Sokół Kleczew         | Konin                 |                       |
| W kolumnie pierwszej podano skróty nazw drużyn. |                       |                       |                       |

### Finał
| 26 czerwca 2014 18:00 CET | Polonia Kępno | 0:5 | Sokół Kleczew · 22' Jakub Dębowski · 60' Łukasz Cichos · 82' Łukasz Cichos · 71' Paweł Lisiecki · 86' Arkadiusz Bajerski | Kępno |
|                           |               |     | |       |

## Województwo Zachodniopomorskie[16]
Udział biorą zwycięzcy dwóch pucharów okręgowych.
| Uczestnicy tej edycji                           | Uczestnicy tej edycji | Uczestnicy tej edycji | Uczestnicy tej edycji |
| ----------------------------------------------- | --------------------- | --------------------- | --------------------- |
| KOT                                             | Kotwica Kołobrzeg     | Koszalin              |                       |
| ENG                                             | Energetyk Gryfino     | Szczecin              |                       |
| W kolumnie pierwszej podano skróty nazw drużyn. |                       |                       |                       |

### Finał
| 4 czerwca 2014 20:00 CET | Kotwica Kołobrzeg · Tomasz Bejuk 22' · Jakub Poznański 38' · Krzysztof Biegański 50' | 3:0 | Energetyk Gryfino | Kołobrzeg |
|                          |                                                                                      |     |                   |           |